# Nafi al-Madaní
Abu-Ruwaym Nafi ibn Abd-ar-Rahman Ibn Abi-Nuaym al-Laythí al-Kinaní al-Madaní —àrab: نافع بن عبد الرحمن بن أبي نُعيم الليثي الكناني المدني, Nāfiʿ ibn ʿAbd ar-Raḥmān ibn Abī Nuʿaym al-Layṯī al-Kinānī al-Madanī—, més conegut com a Nafi al-Madaní (Medina, 689-785), va ser un dels transmissor de les set escoles canòniques de qiraa o mètodes de recitació de l'Alcorà. Fora d'Egipte, el seu mètode de recitació de l'Alcorà és el més popular a Àfrica i la seva cadena de transmissió, que enllaça amb els companys del profeta Muhàmmad, està ben provada.
Nafi va néixer l'any 689 i va morir el 785. La seva família era d'Esfahan, tot i que ell era nascut i va morir a Medina.
El seu mètode de recitació, transmès a través dels seus dos més famosos deixebles, Qàlun i Warx, és el més comú al Nord d'Àfrica, a l'Àfrica Occidental i a Qatar. A més de Qàlun i Warx, va comptar amb dos transmissors canònics més, Ismaïl ibn Jàfar al-Ansarí i Ishaq ibn Muhàmmad al-Mussayyabí. L'estil de lectura de Nafi va esdevenir tant popular que temporalment va eclipsar el dels seus mestres a Medina.